# جزيرة رودريغز
جزيرة رودريغز (بالإنجليزية: Rodrigues)‏ هي أصغر الجزر الرئيسية في أرخبيل ماسكارين، وتُلقب بـ«سندريلا الماسكارين». سميت الجزيرة غير المأهولة على اسم المستكشف البرتغالي ديوغو رودريغز في فبراير 1528.

## الجغرافيا
الجزيرة ذات أصل بركاني، وتقع على بعد 583 كم شرق موريشيوس، وهي شبه معزولة في وسط المحيط الهندي. تغطي مساحة قدرها 109كم2، ويبلغ طول المسافة من الشمال إلى الجنوب 18 كم ومن الشرق إلى الغرب 8 كم. وهي جزء من جمهورية موريشيوس، وتتمتع بنظام أساسي للحكم الذاتي منذ 12 أكتوبر 2002.

## السكان
يبلغ عدد سكان الجزيرة 38000 نسمة في عام 2012. لغتهم الرئيسية هي الكريول رودريغز، والإنجليزية تستعمل في التدريس والإدرات، والفرنسية. غلبية السكان 95% من الديانة المسيحية معظمهم من الكاثوليك ومن أصول إفريقية وفرنسية.

## الاقتصاد
الأنشطة الاقتصادية الرئسيسة في الجزيرة هي صيد الأسماك والزراعة والسياحة.

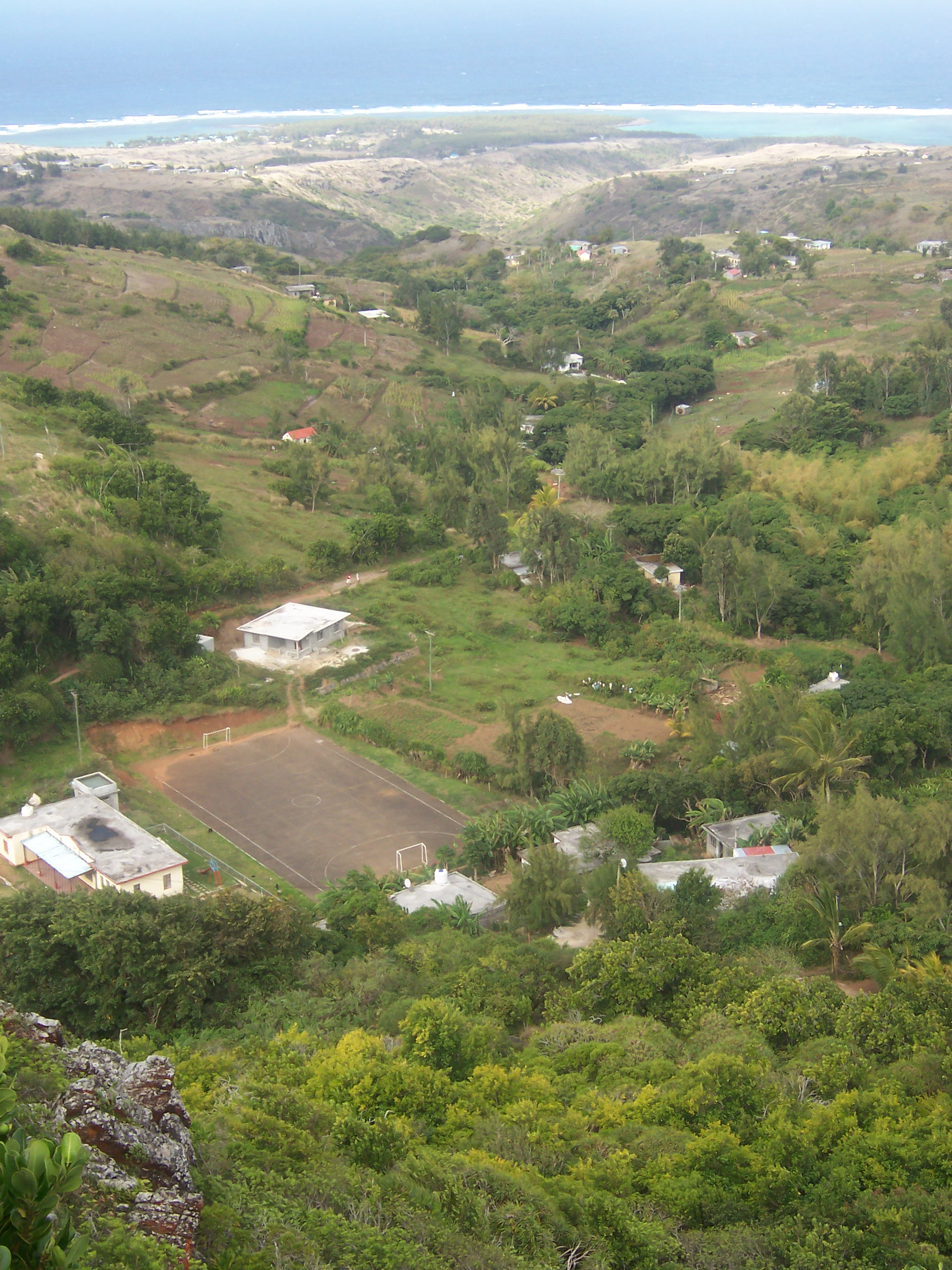
الجانب الشرقي من جزيرة رودريغيز يُرى من أعلى جبل جراند مونتاني.

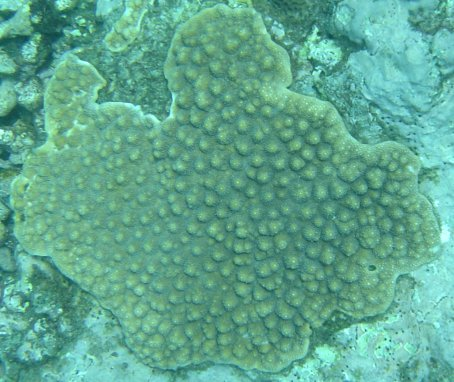
مرجان في رودريغز، ربما متوطن.